# Austroasca sagittata
Austroasca sagittata är en insektsart som först beskrevs av Jacobi 1941.  Austroasca sagittata ingår i släktet Austroasca och familjen dvärgstritar. Inga underarter finns listade i Catalogue of Life.